# دهستان تاهوا
دهستان تاهوا (به لاتین: Taheva Parish) یک دهستان در استونی است که در شهرستان والگا واقع شده‌است.

## خصوصیات
دهستان تاهوا ۲۰۴٫۷۰ کیلومترمربع مساحت و ۹۲۵ نفر جمعیت دارد.

## خواهرخوانده
شهر Bräcke Municipality خواهرخواندهٔ دهستان تاهوا هست.